# BEMER Cyclassics de 2022
A 25.ª edição da clássica ciclista BEMER Cyclassics celebrou-se na Alemanha a 21 de agosto de 2022 sobre um percurso de 216,7 km. pelos arredores da cidade de Hamburgo.
A corrida fez parte do UCI WorldTour de 2022, sendo a vigésimo sétima competição do calendário de máxima categoria mundial. O vencedor foi o austriaco Marco Haller do Bora-Hansgrohe, quem esteve acompanhado no pódio pelos belgas Wout van Aert do Jumbo-Visma e Quinten Hermans do Intermarché-Wanty-Gobert Matériaux, segundo e terceiro classificado respectivamente.

## Equipas participantes
Tomaram parte na corrida 21 equipas: os 18 de categoria WorldTour e 3 categoria UCI ProTeam, formando assim um pelotão de 146 ciclistas dos que acabaram 130. As equipas participantes foram:
| Equipes WorldTeam (18)- AG2R Citroën Team - Astana Qazaqstan Team - Bahrain Victorious - Bora-Hansgrohe - Cofidis - EF Education-EasyPost - Groupama-FDJ - Ineos Grenadiers - Intermarché-Wanty-Gobert Matériaux - Israel-Premier Tech - Jumbo-Visma - Lotto-Soudal - Movistar Team - Quick-Step Alpha Vinyl - BikeExchange-Jayco - Team DSM - Trek-Segafredo - UAE Team Emirates Equipes ProTeam (3)- Alpecin-Deceuninck - Arkéa-Samsic - TotalEnergies |
| |

## Classificação final
- A classificação finalizou da seguinte forma:[2]

### Classificação geral
| \| Classificação geral \| Classificação geral \| Classificação geral \| Classificação geral \| Classificação geral \| \| Ciclista \| Ciclista \| Equipe \| Tempo \| \| \| ------------------- \| -------------------- \| ---------------------------------- \| ------------------- \| ------------------- \| \| 1. \| Marco Haller \| Bora-Hansgrohe \| 4h37m23s \| \| \| 2. \| Wout van Aert \| Jumbo-Visma \| + 0s \| \| \| 3. \| Quinten Hermans \| Intermarché-Wanty-Gobert Matériaux \| + 0s \| \| \| 4. \| Jhonatan Narváez \| Ineos Grenadiers \| + 0s \| \| \| 5. \| Patrick Konrad \| Bora-Hansgrohe \| + 4s \| \| \| 6. \| Jasper Philipsen \| Alpecin-Deceuninck \| + 10s \| \| \| 7. \| Phil Bauhaus \| Bahrain Victorious \| + 10s \| \| \| 8. \| Hugo Hofstetter \| Arkéa-Samsic \| + 10s \| \| \| 9. \| Max Kanter \| Movistar Team \| + 10s \| \| \| 10. \| Alexander Kristoff \| Intermarché-Wanty-Gobert Matériaux \| + 10s \| \| \| 11. \| Edvald Boasson Hagen \| TotalEnergies \| + 10s \| \| \| 12. \| Matteo Trentin \| UAE Team Emirates \| + 10s \| \| \| 13. \| Luka Mezgec \| BikeExchange-Jayco \| + 10s \| \| \| 14. \| Iván García Cortina \| Movistar Team \| + 10s \| \| \| 15. \| Axel Zingle \| Cofidis \| + 10s \| \| \| 16. \| Christian Scaroni \| Astana Qazaqstan Team \| + 10s \| \| \| 17. \| Alberto Bettiol \| EF Education-EasyPost \| + 10s \| \| \| 18. \| Bram Welten \| Groupama-FDJ \| + 10s \| \| \| 19. \| Matis Louvel \| Arkéa-Samsic \| + 10s \| \| \| 20. \| Marijn van den Berg \| EF Education-EasyPost \| + 10s \| \| |                      |                                    |          |
| |                      |                                    |          |
| Fontes: ProCyclingStats Cycling Quotient Cycling Archives |                      |                                    |          |
| Classificação geral |                      |                                    |          |
| Ciclista | Ciclista             | Equipe                             | Tempo    |
| 1. | Marco Haller         | Bora-Hansgrohe                     | 4h37m23s |
| 2. | Wout van Aert        | Jumbo-Visma                        | + 0s     |
| 3. | Quinten Hermans      | Intermarché-Wanty-Gobert Matériaux | + 0s     |
| 4. | Jhonatan Narváez     | Ineos Grenadiers                   | + 0s     |
| 5. | Patrick Konrad       | Bora-Hansgrohe                     | + 4s     |
| 6. | Jasper Philipsen     | Alpecin-Deceuninck                 | + 10s    |
| 7. | Phil Bauhaus         | Bahrain Victorious                 | + 10s    |
| 8. | Hugo Hofstetter      | Arkéa-Samsic                       | + 10s    |
| 9. | Max Kanter           | Movistar Team                      | + 10s    |
| 10. | Alexander Kristoff   | Intermarché-Wanty-Gobert Matériaux | + 10s    |
| 11. | Edvald Boasson Hagen | TotalEnergies                      | + 10s    |
| 12. | Matteo Trentin       | UAE Team Emirates                  | + 10s    |
| 13. | Luka Mezgec          | BikeExchange-Jayco                 | + 10s    |
| 14. | Iván García Cortina  | Movistar Team                      | + 10s    |
| 15. | Axel Zingle          | Cofidis                            | + 10s    |
| 16. | Christian Scaroni    | Astana Qazaqstan Team              | + 10s    |
| 17. | Alberto Bettiol      | EF Education-EasyPost              | + 10s    |
| 18. | Bram Welten          | Groupama-FDJ                       | + 10s    |
| 19. | Matis Louvel         | Arkéa-Samsic                       | + 10s    |
| 20. | Marijn van den Berg  | EF Education-EasyPost              | + 10s    |

## Ciclistas participantes e posições finais
| Quick-Step Alpha Vinyl QST | Quick-Step Alpha Vinyl QST       | Quick-Step Alpha Vinyl QST |
| -------------------------- | -------------------------------- | -------------------------- |
| Num                        | Ciclista                         | Pos                        |
| 1                          | Fabio Jakobsen (NED) (estrada)   | 30.                        |
| 2                          | Davide Ballerini (ITA)           | 74.                        |
| 3                          | Florian Sénéchal (FRA) (estrada) | 22.                        |
| 4                          | Stijn Steels (BEL)               | 106.                       |
| 5                          | Yves Lampaert (BEL)              | 111.                       |
| 6                          | Bert Van Lerberghe (BEL)         | 99.                        |
| 7                          | Stan Van Tricht (BEL)            | 37.                        |

| AG2R Citroën Team ACT | AG2R Citroën Team ACT   | AG2R Citroën Team ACT |
| --------------------- | ----------------------- | --------------------- |
| Num                   | Ciclista                | Pos                   |
| 11                    | Anthony Jullien (FRA)   | 118.                  |
| 12                    | Greg Van Avermaet (BEL) | 27.                   |
| 13                    | Lawrence Naesen (BEL)   | 96.                   |
| 14                    | Oliver Naesen (BEL)     | 80.                   |
| 15                    | Marc Sarreau (FRA)      | DNF                   |
| 16                    | Michael Schär (SUI)     | 50.                   |
| 17                    | Gijs Van Hoecke (BEL)   | DNF                   |

| Astana Qazaqstan Team AST | Astana Qazaqstan Team AST       | Astana Qazaqstan Team AST |
| ------------------------- | ------------------------------- | ------------------------- |
| Num                       | Ciclista                        | Pos                       |
| 21                        | Leonardo Basso (ITA)            | 83.                       |
| 22                        | Manuele Boaro (ITA)             | 100.                      |
| 23                        | Dmitriy Gruzdev (KAZ)           | 81.                       |
| 24                        | Yevgeniy Gidich (KAZ) (estrada) | 128.                      |
| 25                        | Davide Martinelli (ITA)         | 121.                      |
| 26                        | Antonio Nibali (ITA)            | 77.                       |
| 27                        | Christian Scaroni (ITA)         | 16.                       |

| Bahrain Victorious TBV | Bahrain Victorious TBV          | Bahrain Victorious TBV |
| ---------------------- | ------------------------------- | ---------------------- |
| Num                    | Ciclista                        | Pos                    |
| 31                     | Phil Bauhaus (GER)              | 7.                     |
| 32                     | Heinrich Haussler (AUS)         | 38.                    |
| 33                     | Jonathan Milan (ITA)            | 98.                    |
| 34                     | Jan Tratnik (SLO)               | 47.                    |
| 35                     | Kamil Gradek (POL)              | 107.                   |
| 36                     | Matevž Govekar (SLO)            | 119.                   |
| 37                     | Yukiya Arashiro (JPN) (estrada) | 59.                    |

| Bora-Hansgrohe BOH | Bora-Hansgrohe BOH          | Bora-Hansgrohe BOH |
| ------------------ | --------------------------- | ------------------ |
| Num                | Ciclista                    | Pos                |
| 41                 | Shane Archbold (NZL)        | 110.               |
| 42                 | Patrick Gamper (AUT)        | 125.               |
| 43                 | Marco Haller (AUT)          | 1.                 |
| 44                 | Patrick Konrad (AUT)        | 5.                 |
| 45                 | Nils Politt (GER) (estrada) | 24.                |
| 46                 | Ide Schelling (NED)         | 56.                |
| 47                 | Lukas Pöstlberger (AUT)     | 122.               |

| Cofidis COF | Cofidis COF               | Cofidis COF |
| ----------- | ------------------------- | ----------- |
| Num         | Ciclista                  | Pos         |
| 51          | Max Walscheid (GER)       | 71.         |
| 52          | Piet Allegaert (BEL)      | 113.        |
| 53          | Tom Bohli (SUI)           | 73.         |
| 54          | Wesley Kreder (NED)       | 112.        |
| 55          | Pierre-Luc Périchon (FRA) | 40.         |
| 56          | Kenneth Vanbilsen (BEL)   | 97.         |
| 57          | Axel Zingle (FRA)         | 15.         |

| EF Education-EasyPost EFE | EF Education-EasyPost EFE | EF Education-EasyPost EFE |
| ------------------------- | ------------------------- | ------------------------- |
| Num                       | Ciclista                  | Pos                       |
| 61                        | Alberto Bettiol (ITA)     | 17.                       |
| 62                        | Stefan Bissegger (SUI)    | 44.                       |
| 63                        | Magnus Cort (DEN)         | 39.                       |
| 64                        | Jens Keukeleire (BEL)     | 62.                       |
| 65                        | Sebastian Langeveld (NED) | DNF                       |
| 66                        | Jonas Rutsch (GER)        | 52.                       |
| 67                        | Marijn van den Berg (NED) | 20.                       |

| Groupama-FDJ GFC | Groupama-FDJ GFC          | Groupama-FDJ GFC |
| ---------------- | ------------------------- | ---------------- |
| Num              | Ciclista                  | Pos              |
| 71               | Arnaud Démare (FRA)       | DNF              |
| 72               | Jacopo Guarnieri (ITA)    | DNF              |
| 73               | Ignatas Konovalovas (LTU) | 64.              |
| 74               | Ramon Sinkeldam (NED)     | 76.              |
| 75               | Bram Welten (NED)         | 18.              |
| 76               | Clément Davy (FRA)        | 130.             |
| 77               | Lars van den Berg (NED)   | 102.             |

| Ineos Grenadiers IGD | Ineos Grenadiers IGD   | Ineos Grenadiers IGD |
| -------------------- | ---------------------- | -------------------- |
| Num                  | Ciclista               | Pos                  |
| 81                   | Salvatore Puccio (ITA) | 85.                  |
| 82                   | Kim Heiduk (GER)       | 36.                  |
| 83                   | Jhonatan Narváez (ECU) | 4.                   |
| 84                   | Magnus Sheffield (USA) | 34.                  |
| 85                   | Ben Swift (GBR)        | 94.                  |
| 86                   | Luke Rowe (GBR)        | 87.                  |
| 87                   | Elia Viviani (ITA)     | 25.                  |

| Intermarché-Wanty-Gobert Matériaux IWG | Intermarché-Wanty-Gobert Matériaux IWG | Intermarché-Wanty-Gobert Matériaux IWG |
| -------------------------------------- | -------------------------------------- | -------------------------------------- |
| Num                                    | Ciclista                               | Pos                                    |
| 91                                     | Quinten Hermans (BEL)                  | 3.                                     |
| 92                                     | Alexander Kristoff (NOR)               | 10.                                    |
| 93                                     | Barnabás Peák (HUN)                    | 124.                                   |
| 94                                     | Adrien Petit (FRA)                     | 116.                                   |
| 95                                     | Taco van der Hoorn (NED)               | 117.                                   |
| 96                                     | Aimé De Gendt (BEL)                    | 63.                                    |
| 97                                     | Georg Zimmermann (GER)                 | 26.                                    |

| Israel-Premier Tech IPT | Israel-Premier Tech IPT | Israel-Premier Tech IPT |
| ----------------------- | ----------------------- | ----------------------- |
| Num                     | Ciclista                | Pos                     |
| 101                     | James Piccoli (CAN)     | 68.                     |
| 102                     | Jenthe Biermans (BEL)   | 21.                     |
| 103                     | Reto Hollenstein (SUI)  | 51.                     |
| 104                     | Giacomo Nizzolo (ITA)   | 65.                     |
| 105                     | Tom Van Asbroeck (BEL)  | 43.                     |
| 106                     | Sep Vanmarcke (BEL)     | 101.                    |
| 107                     | Sebastian Berwick (AUS) | DNF                     |

| Jumbo-Visma TJV | Jumbo-Visma TJV            | Jumbo-Visma TJV |
| --------------- | -------------------------- | --------------- |
| Num             | Ciclista                   | Pos             |
| 111             | Wout van Aert (BEL)        | 2.              |
| 112             | Pascal Eenkhoorn (NED)     | 120.            |
| 113             | Tosh Van der Sande (BEL)   | DNF             |
| 114             | Jos van Emden (NED)        | DNF             |
| 115             | Lennard Hofstede (NED)     | NP              |
| 116             | Nathan Van Hooydonck (BEL) | 57.             |
| 117             | Christophe Laporte (FRA)   | DNF             |

| Lotto-Soudal LTS | Lotto-Soudal LTS                            | Lotto-Soudal LTS |
| ---------------- | ------------------------------------------- | ---------------- |
| Num              | Ciclista                                    | Pos              |
| 121              | Jasper De Buyst (BEL)                       | 90.              |
| 122              | Caleb Ewan (AUS)                            | 88.              |
| 123              | Frederik Frison (BEL)                       | 123.             |
| 124              | Reinardt Janse van Rensburg (RSA) (estrada) | 105.             |
| 125              | Brent Van Moer (BEL)                        | 28.              |
| 126              | Florian Vermeersch (BEL)                    | 129.             |
| 127              | Tim Wellens (BEL)                           | 86.              |

| Movistar Team MOV | Movistar Team MOV                  | Movistar Team MOV |
| ----------------- | ---------------------------------- | ----------------- |
| Num               | Ciclista                           | Pos               |
| 131               | Gonzalo Serrano Rodríguez (ESP)    | 66.               |
| 132               | Iván García Cortina (ESP)          | 14.               |
| 133               | Juri Hollmann (GER)                | 49.               |
| 134               | Óscar Rodríguez Garaicoechea (ESP) | 67.               |
| 135               | Max Kanter (GER)                   | 9.                |
| 136               | Oier Lazkano (ESP)                 | 91.               |
| 137               | Vinícius Rangel (BRA) (estrada)    | 92.               |

| BikeExchange-Jayco BEX | BikeExchange-Jayco BEX      | BikeExchange-Jayco BEX |
| ---------------------- | --------------------------- | ---------------------- |
| Num                    | Ciclista                    | Pos                    |
| 141                    | Jack Bauer (NZL)            | DNF                    |
| 142                    | Dylan Groenewegen (NED)     | 46.                    |
| 143                    | Amund Grøndahl Jansen (NOR) | DNF                    |
| 144                    | Jan Maas (NED)              | 48.                    |
| 145                    | Alexander Konychev (ITA)    | 75.                    |
| 146                    | Campbell Stewart (NZL)      | 95.                    |
| 147                    | Luka Mezgec (SLO)           | 13.                    |

| Team DSM DSM | Team DSM DSM          | Team DSM DSM |
| ------------ | --------------------- | ------------ |
| Num          | Ciclista              | Pos          |
| 151          | Pavel Bittner (CZE)   | 61.          |
| 152          | Cees Bol (NED)        | 41.          |
| 153          | Romain Combaud (FRA)  | 55.          |
| 154          | Alberto Dainese (ITA) | 93.          |
| 155          | Nico Denz (GER)       | DNF          |
| 156          | Nils Eekhoff (NED)    | DNF          |
| 157          | Martijn Tusveld (NED) | 60.          |

| Trek-Segafredo TFS | Trek-Segafredo TFS      | Trek-Segafredo TFS |
| ------------------ | ----------------------- | ------------------ |
| Num                | Ciclista                | Pos                |
| 161                | Marc Brustenga (ESP)    | 127.               |
| 162                | Asbjørn Hellemose (DEN) | 54.                |
| 163                | Markus Hoelgaard (NOR)  | 23.                |
| 164                | Jacopo Mosca (ITA)      | 84.                |
| 165                | Matteo Moschetti (ITA)  | 115.               |
| 166                | Edward Theuns (BEL)     | 109.               |
| 167                | Otto Vergaerde (BEL)    | 126.               |

| UAE Team Emirates UAD | UAE Team Emirates UAD  | UAE Team Emirates UAD |
| --------------------- | ---------------------- | --------------------- |
| Num                   | Ciclista               | Pos                   |
| 171                   | Mikkel Bjerg (DEN)     | 33.                   |
| 172                   | Fernando Gaviria (COL) | DNF                   |
| 173                   | Ryan Gibbons (RSA)     | 29.                   |
| 174                   | Felix Groß (GER)       | 45.                   |
| 175                   | Davide Formolo (ITA)   | 79.                   |
| 176                   | Matteo Trentin (ITA)   | 12.                   |
| 177                   | Oliviero Troia (ITA)   | 35.                   |

| Alpecin-Deceuninck AFC | Alpecin-Deceuninck AFC      | Alpecin-Deceuninck AFC |
| ---------------------- | --------------------------- | ---------------------- |
| Num                    | Ciclista                    | Pos                    |
| 181                    | Jasper Philipsen (BEL)      | 6.                     |
| 182                    | Maurice Ballerstedt (GER)   | DNF                    |
| 183                    | Tobias Bayer (AUT)          | 70.                    |
| 184                    | Kristian Sbaragli (ITA)     | 89.                    |
| 185                    | Edward Planckaert (BEL)     | 104.                   |
| 186                    | Fabio Van den Bossche (BEL) | 108.                   |
| 187                    | Julien Vermote (BEL)        | 69.                    |

| Arkéa-Samsic ARK | Arkéa-Samsic ARK        | Arkéa-Samsic ARK |
| ---------------- | ----------------------- | ---------------- |
| Num              | Ciclista                | Pos              |
| 191              | Donavan Grondin (FRA)   | 32.              |
| 192              | Hugo Hofstetter (FRA)   | 8.               |
| 193              | Amaury Capiot (BEL)     | 42.              |
| 194              | Benjamin Declercq (BEL) | 58.              |
| 195              | Matis Louvel (FRA)      | 19.              |
| 196              | Markus Pajur (EST)      | 72.              |
| 197              | Christophe Noppe (BEL)  | 103.             |

| TotalEnergies TEN | TotalEnergies TEN           | TotalEnergies TEN |
| ----------------- | --------------------------- | ----------------- |
| Num               | Ciclista                    | Pos               |
| 201               | Maciej Bodnar (POL)         |                   |
| 202               | Edvald Boasson Hagen (NOR)  | 11.               |
| 203               | Fabien Doubey (FRA)         | 53.               |
| 204               | Lorrenzo Manzin (FRA)       | 82.               |
| 205               | Daniel Oss (ITA)            | 78.               |
| 206               | Juraj Sagan (SVK)           | 114.              |
| 207               | Peter Sagan (SVK) (estrada) | 31.               |

| Quick-Step Alpha Vinyl QST | Quick-Step Alpha Vinyl QST       | Quick-Step Alpha Vinyl QST |
| -------------------------- | -------------------------------- | -------------------------- |
| Num                        | Ciclista                         | Pos                        |
| 1                          | Fabio Jakobsen (NED) (estrada)   | 30.                        |
| 2                          | Davide Ballerini (ITA)           | 74.                        |
| 3                          | Florian Sénéchal (FRA) (estrada) | 22.                        |
| 4                          | Stijn Steels (BEL)               | 106.                       |
| 5                          | Yves Lampaert (BEL)              | 111.                       |
| 6                          | Bert Van Lerberghe (BEL)         | 99.                        |
| 7                          | Stan Van Tricht (BEL)            | 37.                        |

| AG2R Citroën Team ACT | AG2R Citroën Team ACT   | AG2R Citroën Team ACT |
| --------------------- | ----------------------- | --------------------- |
| Num                   | Ciclista                | Pos                   |
| 11                    | Anthony Jullien (FRA)   | 118.                  |
| 12                    | Greg Van Avermaet (BEL) | 27.                   |
| 13                    | Lawrence Naesen (BEL)   | 96.                   |
| 14                    | Oliver Naesen (BEL)     | 80.                   |
| 15                    | Marc Sarreau (FRA)      | DNF                   |
| 16                    | Michael Schär (SUI)     | 50.                   |
| 17                    | Gijs Van Hoecke (BEL)   | DNF                   |

| Astana Qazaqstan Team AST | Astana Qazaqstan Team AST       | Astana Qazaqstan Team AST |
| ------------------------- | ------------------------------- | ------------------------- |
| Num                       | Ciclista                        | Pos                       |
| 21                        | Leonardo Basso (ITA)            | 83.                       |
| 22                        | Manuele Boaro (ITA)             | 100.                      |
| 23                        | Dmitriy Gruzdev (KAZ)           | 81.                       |
| 24                        | Yevgeniy Gidich (KAZ) (estrada) | 128.                      |
| 25                        | Davide Martinelli (ITA)         | 121.                      |
| 26                        | Antonio Nibali (ITA)            | 77.                       |
| 27                        | Christian Scaroni (ITA)         | 16.                       |

| Bahrain Victorious TBV | Bahrain Victorious TBV          | Bahrain Victorious TBV |
| ---------------------- | ------------------------------- | ---------------------- |
| Num                    | Ciclista                        | Pos                    |
| 31                     | Phil Bauhaus (GER)              | 7.                     |
| 32                     | Heinrich Haussler (AUS)         | 38.                    |
| 33                     | Jonathan Milan (ITA)            | 98.                    |
| 34                     | Jan Tratnik (SLO)               | 47.                    |
| 35                     | Kamil Gradek (POL)              | 107.                   |
| 36                     | Matevž Govekar (SLO)            | 119.                   |
| 37                     | Yukiya Arashiro (JPN) (estrada) | 59.                    |

| Bora-Hansgrohe BOH | Bora-Hansgrohe BOH          | Bora-Hansgrohe BOH |
| ------------------ | --------------------------- | ------------------ |
| Num                | Ciclista                    | Pos                |
| 41                 | Shane Archbold (NZL)        | 110.               |
| 42                 | Patrick Gamper (AUT)        | 125.               |
| 43                 | Marco Haller (AUT)          | 1.                 |
| 44                 | Patrick Konrad (AUT)        | 5.                 |
| 45                 | Nils Politt (GER) (estrada) | 24.                |
| 46                 | Ide Schelling (NED)         | 56.                |
| 47                 | Lukas Pöstlberger (AUT)     | 122.               |

| Cofidis COF | Cofidis COF               | Cofidis COF |
| ----------- | ------------------------- | ----------- |
| Num         | Ciclista                  | Pos         |
| 51          | Max Walscheid (GER)       | 71.         |
| 52          | Piet Allegaert (BEL)      | 113.        |
| 53          | Tom Bohli (SUI)           | 73.         |
| 54          | Wesley Kreder (NED)       | 112.        |
| 55          | Pierre-Luc Périchon (FRA) | 40.         |
| 56          | Kenneth Vanbilsen (BEL)   | 97.         |
| 57          | Axel Zingle (FRA)         | 15.         |

| EF Education-EasyPost EFE | EF Education-EasyPost EFE | EF Education-EasyPost EFE |
| ------------------------- | ------------------------- | ------------------------- |
| Num                       | Ciclista                  | Pos                       |
| 61                        | Alberto Bettiol (ITA)     | 17.                       |
| 62                        | Stefan Bissegger (SUI)    | 44.                       |
| 63                        | Magnus Cort (DEN)         | 39.                       |
| 64                        | Jens Keukeleire (BEL)     | 62.                       |
| 65                        | Sebastian Langeveld (NED) | DNF                       |
| 66                        | Jonas Rutsch (GER)        | 52.                       |
| 67                        | Marijn van den Berg (NED) | 20.                       |

| Groupama-FDJ GFC | Groupama-FDJ GFC          | Groupama-FDJ GFC |
| ---------------- | ------------------------- | ---------------- |
| Num              | Ciclista                  | Pos              |
| 71               | Arnaud Démare (FRA)       | DNF              |
| 72               | Jacopo Guarnieri (ITA)    | DNF              |
| 73               | Ignatas Konovalovas (LTU) | 64.              |
| 74               | Ramon Sinkeldam (NED)     | 76.              |
| 75               | Bram Welten (NED)         | 18.              |
| 76               | Clément Davy (FRA)        | 130.             |
| 77               | Lars van den Berg (NED)   | 102.             |

| Ineos Grenadiers IGD | Ineos Grenadiers IGD   | Ineos Grenadiers IGD |
| -------------------- | ---------------------- | -------------------- |
| Num                  | Ciclista               | Pos                  |
| 81                   | Salvatore Puccio (ITA) | 85.                  |
| 82                   | Kim Heiduk (GER)       | 36.                  |
| 83                   | Jhonatan Narváez (ECU) | 4.                   |
| 84                   | Magnus Sheffield (USA) | 34.                  |
| 85                   | Ben Swift (GBR)        | 94.                  |
| 86                   | Luke Rowe (GBR)        | 87.                  |
| 87                   | Elia Viviani (ITA)     | 25.                  |

| Intermarché-Wanty-Gobert Matériaux IWG | Intermarché-Wanty-Gobert Matériaux IWG | Intermarché-Wanty-Gobert Matériaux IWG |
| -------------------------------------- | -------------------------------------- | -------------------------------------- |
| Num                                    | Ciclista                               | Pos                                    |
| 91                                     | Quinten Hermans (BEL)                  | 3.                                     |
| 92                                     | Alexander Kristoff (NOR)               | 10.                                    |
| 93                                     | Barnabás Peák (HUN)                    | 124.                                   |
| 94                                     | Adrien Petit (FRA)                     | 116.                                   |
| 95                                     | Taco van der Hoorn (NED)               | 117.                                   |
| 96                                     | Aimé De Gendt (BEL)                    | 63.                                    |
| 97                                     | Georg Zimmermann (GER)                 | 26.                                    |

| Israel-Premier Tech IPT | Israel-Premier Tech IPT | Israel-Premier Tech IPT |
| ----------------------- | ----------------------- | ----------------------- |
| Num                     | Ciclista                | Pos                     |
| 101                     | James Piccoli (CAN)     | 68.                     |
| 102                     | Jenthe Biermans (BEL)   | 21.                     |
| 103                     | Reto Hollenstein (SUI)  | 51.                     |
| 104                     | Giacomo Nizzolo (ITA)   | 65.                     |
| 105                     | Tom Van Asbroeck (BEL)  | 43.                     |
| 106                     | Sep Vanmarcke (BEL)     | 101.                    |
| 107                     | Sebastian Berwick (AUS) | DNF                     |

| Jumbo-Visma TJV | Jumbo-Visma TJV            | Jumbo-Visma TJV |
| --------------- | -------------------------- | --------------- |
| Num             | Ciclista                   | Pos             |
| 111             | Wout van Aert (BEL)        | 2.              |
| 112             | Pascal Eenkhoorn (NED)     | 120.            |
| 113             | Tosh Van der Sande (BEL)   | DNF             |
| 114             | Jos van Emden (NED)        | DNF             |
| 115             | Lennard Hofstede (NED)     | NP              |
| 116             | Nathan Van Hooydonck (BEL) | 57.             |
| 117             | Christophe Laporte (FRA)   | DNF             |

| Lotto-Soudal LTS | Lotto-Soudal LTS                            | Lotto-Soudal LTS |
| ---------------- | ------------------------------------------- | ---------------- |
| Num              | Ciclista                                    | Pos              |
| 121              | Jasper De Buyst (BEL)                       | 90.              |
| 122              | Caleb Ewan (AUS)                            | 88.              |
| 123              | Frederik Frison (BEL)                       | 123.             |
| 124              | Reinardt Janse van Rensburg (RSA) (estrada) | 105.             |
| 125              | Brent Van Moer (BEL)                        | 28.              |
| 126              | Florian Vermeersch (BEL)                    | 129.             |
| 127              | Tim Wellens (BEL)                           | 86.              |

| Movistar Team MOV | Movistar Team MOV                  | Movistar Team MOV |
| ----------------- | ---------------------------------- | ----------------- |
| Num               | Ciclista                           | Pos               |
| 131               | Gonzalo Serrano Rodríguez (ESP)    | 66.               |
| 132               | Iván García Cortina (ESP)          | 14.               |
| 133               | Juri Hollmann (GER)                | 49.               |
| 134               | Óscar Rodríguez Garaicoechea (ESP) | 67.               |
| 135               | Max Kanter (GER)                   | 9.                |
| 136               | Oier Lazkano (ESP)                 | 91.               |
| 137               | Vinícius Rangel (BRA) (estrada)    | 92.               |

| BikeExchange-Jayco BEX | BikeExchange-Jayco BEX      | BikeExchange-Jayco BEX |
| ---------------------- | --------------------------- | ---------------------- |
| Num                    | Ciclista                    | Pos                    |
| 141                    | Jack Bauer (NZL)            | DNF                    |
| 142                    | Dylan Groenewegen (NED)     | 46.                    |
| 143                    | Amund Grøndahl Jansen (NOR) | DNF                    |
| 144                    | Jan Maas (NED)              | 48.                    |
| 145                    | Alexander Konychev (ITA)    | 75.                    |
| 146                    | Campbell Stewart (NZL)      | 95.                    |
| 147                    | Luka Mezgec (SLO)           | 13.                    |

| Team DSM DSM | Team DSM DSM          | Team DSM DSM |
| ------------ | --------------------- | ------------ |
| Num          | Ciclista              | Pos          |
| 151          | Pavel Bittner (CZE)   | 61.          |
| 152          | Cees Bol (NED)        | 41.          |
| 153          | Romain Combaud (FRA)  | 55.          |
| 154          | Alberto Dainese (ITA) | 93.          |
| 155          | Nico Denz (GER)       | DNF          |
| 156          | Nils Eekhoff (NED)    | DNF          |
| 157          | Martijn Tusveld (NED) | 60.          |

| Trek-Segafredo TFS | Trek-Segafredo TFS      | Trek-Segafredo TFS |
| ------------------ | ----------------------- | ------------------ |
| Num                | Ciclista                | Pos                |
| 161                | Marc Brustenga (ESP)    | 127.               |
| 162                | Asbjørn Hellemose (DEN) | 54.                |
| 163                | Markus Hoelgaard (NOR)  | 23.                |
| 164                | Jacopo Mosca (ITA)      | 84.                |
| 165                | Matteo Moschetti (ITA)  | 115.               |
| 166                | Edward Theuns (BEL)     | 109.               |
| 167                | Otto Vergaerde (BEL)    | 126.               |

| UAE Team Emirates UAD | UAE Team Emirates UAD  | UAE Team Emirates UAD |
| --------------------- | ---------------------- | --------------------- |
| Num                   | Ciclista               | Pos                   |
| 171                   | Mikkel Bjerg (DEN)     | 33.                   |
| 172                   | Fernando Gaviria (COL) | DNF                   |
| 173                   | Ryan Gibbons (RSA)     | 29.                   |
| 174                   | Felix Groß (GER)       | 45.                   |
| 175                   | Davide Formolo (ITA)   | 79.                   |
| 176                   | Matteo Trentin (ITA)   | 12.                   |
| 177                   | Oliviero Troia (ITA)   | 35.                   |

| Alpecin-Deceuninck AFC | Alpecin-Deceuninck AFC      | Alpecin-Deceuninck AFC |
| ---------------------- | --------------------------- | ---------------------- |
| Num                    | Ciclista                    | Pos                    |
| 181                    | Jasper Philipsen (BEL)      | 6.                     |
| 182                    | Maurice Ballerstedt (GER)   | DNF                    |
| 183                    | Tobias Bayer (AUT)          | 70.                    |
| 184                    | Kristian Sbaragli (ITA)     | 89.                    |
| 185                    | Edward Planckaert (BEL)     | 104.                   |
| 186                    | Fabio Van den Bossche (BEL) | 108.                   |
| 187                    | Julien Vermote (BEL)        | 69.                    |

| Arkéa-Samsic ARK | Arkéa-Samsic ARK        | Arkéa-Samsic ARK |
| ---------------- | ----------------------- | ---------------- |
| Num              | Ciclista                | Pos              |
| 191              | Donavan Grondin (FRA)   | 32.              |
| 192              | Hugo Hofstetter (FRA)   | 8.               |
| 193              | Amaury Capiot (BEL)     | 42.              |
| 194              | Benjamin Declercq (BEL) | 58.              |
| 195              | Matis Louvel (FRA)      | 19.              |
| 196              | Markus Pajur (EST)      | 72.              |
| 197              | Christophe Noppe (BEL)  | 103.             |

| TotalEnergies TEN | TotalEnergies TEN           | TotalEnergies TEN |
| ----------------- | --------------------------- | ----------------- |
| Num               | Ciclista                    | Pos               |
| 201               | Maciej Bodnar (POL)         |                   |
| 202               | Edvald Boasson Hagen (NOR)  | 11.               |
| 203               | Fabien Doubey (FRA)         | 53.               |
| 204               | Lorrenzo Manzin (FRA)       | 82.               |
| 205               | Daniel Oss (ITA)            | 78.               |
| 206               | Juraj Sagan (SVK)           | 114.              |
| 207               | Peter Sagan (SVK) (estrada) | 31.               |

Convenções:
- AB: Abandono
- FLT: Retiro por chegada fora do limite de tempo
- NTS: Não tomou a saída
- DES: Desclassificado ou expulsado

## UCI World Ranking
A BEMER Cyclassics outorgou pontos para o UCI World Ranking para corredores das equipas nas categorias UCI WorldTeam, UCI ProTeam e Continental. As seguintes tabelas são o barómetro de pontuação e os dez corredores que obtiveram mais pontos:
| Posição   | 1.º | 2.º | 3.º | 4.º | 5.º | 6.º | 7.º | 8.º | 9.º | 10.º | 11.º | 12.º | 13.º | 14.º | 15.º | 16.º-20.º | 21.º-30.º | 31.º-50.º | 51.º-55.º | 56.º-60.º |
| Pontuação | 400 | 320 | 260 | 220 | 180 | 140 | 120 | 100 | 80  | 68   | 56   | 48   | 40   | 32   | 28   | 24        | 16        | 8         | 4         | 2         |

| Classificação |                    |                                    |        |
| Posição       | Ciclista           | Equipa                             | Pontos |
| ------------- | ------------------ | ---------------------------------- | ------ |
| 1.º           | Marco Haller       | Bora-Hansgrohe                     | 400    |
| 2.º           | Wout van Aert      | Jumbo-Visma                        | 320    |
| 3.º           | Quinten Hermans    | Intermarché-Wanty-Gobert Matériaux | 260    |
| 4.º           | Jhonatan Narváez   | Ineos Grenadiers                   | 220    |
| 5.º           | Patrick Konrad     | Bora-Hansgrohe                     | 180    |
| 6.º           | Jasper Philipsen   | Alpecin-Deceuninck                 | 140    |
| 7.º           | Phil Bauhaus       | Bahrain Victorious                 | 120    |
| 8.º           | Hugo Hofstetter    | Arkéa Samsic                       | 100    |
| 9.º           | Max Kanter         | Movistar                           | 80     |
| 10.º          | Alexander Kristoff | Intermarché-Wanty-Gobert Matériaux | 68     |